# Anne Seymour (skådespelare)
Anne Seymour, född 11 september 1909 i New York, död 8 december 1988 i Los Angeles, var en amerikansk skådespelerska.
Seymour föddes på Manhattan som dotter till William Stanley och May Davenport Eckert (1883–1967). Hon var den sjunde generationen av en teaterfamilj som kan spåras till 1700-talets Irland.
Hennes farbror var skådespelaren Harry Davenport, och hennes kusiner var författaren James Seymour och skådespelaren John Seymour. Seymour gifte sig aldrig och hade inga barn.
Seymour dog av hjärtsvikt vid 79 års ålder i Los Angeles och är begravd på Westwood Village Memorial Park Cemetery.